# Белонія геркулінська
Белонія геркулінська (Belonia herculina) — неморальний середньоєвропейський лишайник роду белонія (Belonia).

## Будова
Тіло тонке, зморшкувате, місцями горбкувате, де-не-де потріскане. Колір білуватий, світло-сіруватий, іноді з жовтуватим відтінком.

## Поширення та середовище існування
Трансільванські Альпи, Західні Карпати (Білі Карпати, Велика Фатра, Бескиди), Східні Карпати). Українські Карпати. Трапляється невеликими групами або поодинці.

## Природоохоронний статус
Включений до Червоної книги України.